# Frontera entre Croàcia i Eslovènia
La frontera entre Croàcia i Eslovènia es la frontera internacional terrestre i marítima entre Eslovènia i Croàcia, estats integrats a la Unió Europea i a l'espai Schengen.

## Traçat
Comença a l'est, junt al port eslovè de Koper (Capodistria) al mar Adriàtic, a la badia de Piran i ben pròxim a la frontera amb Itàlia, on hi desemboca el riu Mura. Segueix cap a l'oest pel riu Drava fins a les proximitats del meridià 15 a l'est, on comença a seguir la direcció nord-est fins al trifini amb Hongria. Separa els set comtats croats del nord, inclòs el comtat de Zagreb, de les regions eslovenes d'Obala in Kras, Dolenjska in Bela krajina, Savinjska, Pohorge z okoliko i Prekmurje.

## Història
El territori d'ambdós estats va formar part de l'Imperi Austrohongarès fins que el 1918 van entrar a formar part del regne de Iugoslàvia. En acabar la Segona Guerra Mundial ambdós foren repúbliques constitutives de la República Socialista Federal de Iugoslàvia, i les seves fronteres eren fronteres internes interiugoslaves. Arran la dissolució de Iugoslàvia en 1991 ambdós estats es van independitzar. Des de 2013, amb la entrada de Croàcia a la Unió Europea és una de les fronteres internes de la Unió Europea.

## Conflictes
Hi ha incerteses sobre les fronteres marítimes entre els dos països. El diari Business SEE informa que aquest conflicte es remunta a l'antiga Iugoslàvia, amb una gravetat (classificació SEE) de nivell 2 (escala de 1 a 10, 10 molt greu). Abans de l'entrada de Croàcia a la Unió Europea, Eslovènia es va queixar de les dificultats imposades per Croàcia de tenir accés a aigües internacionals a la badia de Piran.
L'adhesió de Croàcia a la Unió Europea l'1 de juliol de 2013 va resoldre la situació dels passos de duanes entre aquests països que controlaven els vehicles, facilitant l'accés sense restriccions als Europa. El 6 de juny 2010 es va celebrar a Eslovènia un referèndum per a l'aprovació de l'acord d'arbitratge internacional.